# Џо Џонас
Џозеф Адам Џонас (енгл. Joseph Adam Jonas; Далас, 15. август 1989) амерички је певач, текстописац, глумац и продуцент, најпознатији као некадашњи члан поп-рок бенда Jonas Brothers, који је основао са браћом Ником и Кевином.
Оженио се глумицом Софи Тарнер са којом има ћерку.